# Quatre-Vallées
Cuatro Valles (en francés Quatre-Vallées; en gascón Quate-Vaths) fue una pequeña provincia de Francia situada en el suroeste de Francia. Estaba compuesta de cuatro partes: el valle del Aura (en francés Aure), el valle del Varossa (en francés Barousse), el valle del Manhoac (en francés Magnoac), y el valle del Nesta o Nestés (en francés Neste o Nestès).

## Características generales
Los valles del Aura y del Varossa son contiguos. El valle del Nesta también es contiguo con Varossa y Aure, pero la mayor parte del valle del Nesta estaba bajo la jurisdicción de Gascuña y Cominges, y solo dos pequeños enclaves del valle del Nesta formaban parte del territorio de los Cuatro Valles. Estos dos enclaves estaban bordeados por pueblos integrados en la jurisdicción de Gascuña y Cominges, y físicamente separados de los valles de Aura y Varossa. Los valles de Aura, Varossa y Nesta están situados en los Pirineos, en el sudeste de lo que en la actualidad es el departamento francés de Altos Pirineos.
El valle de Manhoac está situado más al norte en plena zona rural accidentada de Gascuña, y en nuestros días se halla en el nordeste de Altos Pirineos. Manhoac estaba separado de Aura y de Varossa por diecinueve kilómetros de tierra que no formaba parte de Cuatro Valles.
De este modo, la provincia de Cuatro Valles en su conjunto estaba formada por los siguientes cuatro territorios no limítrofes, enunciados de sur a norte:
- Los valles de Aura y Varossa
- Un enclave en el valle de Nesta
- Otro enclave en el valle de Nesta
- El valle de Manhoac

Sin embargo, política y administrativamente, e independientemente de que fueran contiguos o no, las cuatro partes integrantes de la provincia de Cuatro Valles eran las siguientes, de sur a norte:
- El valle de Aura
- El valle de Varossa
- El valle de Nesta
- El valle de Manhoac

Cuatro Valles ocupaba un área de 878 km², de los cuales el 58% correspondía a Aura, el 22% a Manhoac, el 17% a Varossa, y apenas el 3% a Nesta. Según el censo francés de 1999, había 13.451 habitantes en el territorio de lo que antes había sido Cuatro Valles, 42% de ellos en Aura, 28% en Manhoac, 17% en Varossa, y 13% en Nesta. La densidad media es muy baja para lo que es Europa, 15 habitantes por km², yendo de 11 habitantes por km² en el valle de Aura a 75 habitantes por km² en el valle del Nesta.
No existen zonas urbanas en el territorio de la antigua provincia de Cuatro Valles. En 1999 el pueblo más grande era La Barthe-de-Neste (1.056 habitantes) en el valle del Nesta y la estación de esquí de Saint-Lary-Soulan (1.024 habitantes) en el valle de Aura.

## Historia
Inicialmente parte del Cominges, los valles de Aura, Varossa, Nesta y Manhoac fueron separados del Cominges en el siglo XI y fueron repartidos entre los condes de Aura, vasallos de los reyes de Aragón, y los condes de Astarac (en Gascuña). La línea de los condes de Aura se extinguió en 1242 por no tener heredero varón, y el condado de Aura fue heredado por los condes de Labarthe (que residían en La Barthe-de-Neste), que por entonces poseían los otros tres valles: Nesta, Varossa y Manhoac. Por lo tanto, los cuatro valles fueron unificados bajo los condes de Labarthe y empezaron a ser conocidos como Cuatro Valles. Los condes de Labarthe eran vasallos de los reyes de Aragón, así pues Cuatro Valles formaba parte del reino de Aragón.
En junio de 1300, el conde Bernardo de Labarthe otorgó los 53 artículos de los "Estatutos, Costumbres y Privilegios del País de los Cuatro Valles". Esos estatutos, escritos en la lengua del pueblo llano local, eran avanzados para su época: concedían libertad absoluta a los habitantes de Cuatro Valles, la propiedad libre de la tierra, el uso libre de los hornos comunales, el uso libre de los bosques, etcétera, así como el derecho a ser regidos por cónsules que representaban al pueblo. Ninguno de esos privilegios y libertades tenía precedentes en la Europa rural medieval, y normalmente se los encontraba solo en ciudades constituidas por ley. Los Estatutos de 1300 son el origen de los privilegios especiales y el carácter distintivo del que Cuatro Valles gozó hasta la Revolución francesa.
Los Cuatro Valles eran una zona tapón entre el condado de Cominges y el poderoso condado de Armañac (en Gascuña), y eran codiciados por ambos, hasta que por fin en 1398 pasaron a ser posesión de los condes de Armañac. En 1462, el Conde Juan V de Armañac cedió el feudo de Cuatro Valles a su hermana incestuosa Isabel de Armañac. La desdichada Isabel, que había dado su fortuna a la caridad para redimirse de su pecado, terminó en la pobreza total, y encima se quedó paralítica con hemiplejía. Aprovechándose de la debilidad de ella, Gastón de Lion, Señor de Bezaudun y senescal de Tolosa, hizo que la pobre Isabel le vendiera los Cuatro Valles por 5.127 coronas de oro (en francés, écus d'or) que nunca le pagó: aplazaba continuamente el pago con la esperanza de que Isabel se muriera pronto.
Al mismo tiempo, en 1475, como el rey de Francia obtuvo el Rosellón del rey de Aragón, los Cuatro Valles fueron oficialmente escindidos del reino de Aragón y pasaron a integrar el reino de Francia. Con todo, aún no formaban parte del dominio real, sino que eran solo uno más entre los tantos feudos independientes del reino de Francia.
Por fin, las maniobras de Gastón de Lion alertaron a las autoridades superiores. Gastón de Lion envió entonces a su médico personal a Isabel, y éste se encargó de que ella no viviera lo suficiente como para turbar a su amo. En agosto de 1476, la paralítica y desolada Isabel de Armañac, que en su juventud había llegado a estar prometida al rey de Inglaterra, murió entre dolores espantosos después de beber una poción que el médico le preparó supuestamente para curarla. Tenía apenas 45 años. Gastón de Lion reclamó inmediatamente los Cuatro Valles para sí. Su actitud fue tan indignante que el duque de Alenzón y el duque de Vendôme, parientes de Isabel de Armañac, le hicieron juicio a Gastón de Lion para impedir que se apoderase de los Cuatro Valles. El juicio duró más de un siglo. Al final, los descendientes de Gastón de Lion, arruinados y desanimados, cedieron Cuatro Valles a Enrique III de Navarra, quien ya poseía varios feudos pirenaicos (Bearne, Baja Navarra, Bigorra, Condado de Foix, Nebuzán).
En 1589, Enrique III de Navarra ascendió al trono francés como Enrique IV de Francia. En 1607, unió a su Corona francesa aquellos feudos suyos que estaban bajo soberanía francesa (es decir, el Condado de Foix, Bigorra, Cuatro Valles y Nebuzán, pero no Bearne ni Baja Navarra, que eran países soberanos por fuera del reino de Francia), y así los Cuatro Valles pasaron a formar parte del dominio real. Empero, Cuatro Valles mantuvo todos los privilegios que le habían sido concedidos en la Edad Media, así como sus estados provinciales hasta la Revolución Francesa, y decidía libremente el nivel de las cargas fiscales y cuánto darle al rey. Los estados provinciales de Cuatro Valles, compuestos por solo diez miembros, se reunían una vez al año en una posada en Garaison, un famoso centro de peregrinaje donde se dice que María, la madre de Jesús en la religión cristiana, se apareció a principios del siglo XVI. Garaison está situada en la comuna francesa de Monléon-Magnoac, en el Valle de Manhoac. Sin embargo, los propios lugareños tienen a menudo a Arreau, la capital del Valle de Aura, por capital de Cuatro Valles.
Al estallar la Revolución Francesa, los Cuatro Valles se mantuvieron en paz. Llevaban siglos en libertad y exonerados de impuestos feudales y "corvées", y por ello no exigieron igualdad ni poner fin a los privilegios como hicieron otras partes de Francia. Al principio se proyectó que Cuatro Valles se uniera con las provincias de Nebuzán y Cominges, y que las tres eligieran representantes comunes a los Estados Generales en Versalles. Los Cuatro Valles vieron esto como un incumplimiento de sus Estatutos y su autonomía, y enviaron una carta de protesta a Versalles. Al final, se les permitió enviar su propio representante a los Estados Generales. Se asignó a este representante la tarea de preservar los privilegios de los Cuatro Valles costara lo que costara. Sin embargo, no pudo hacer demasiado, dado que el feudalismo y todos los privilegios fueron abolidos por la Asamblea Nacional Constituyente francesa en la noche del 4 de agosto de 1789, de manera que los Cuatro Valles perdieron todos sus antiguos privilegios.
En 1790, cuando se crearon los departamentos franceses, los Cuatro Valles eran demasiado pequeños como para constituir un departamento, y contra el deseo de sus habitantes, que querían unirse a Cominges y a Nebouzán para constituir un departamento, fueron reunidos con Bigorra, así como con un fragmento de Nébouzan y partes de Gascuña, para formar el departamento de Altos Pirineos. El pueblo de Cuatro Valles objetó amargamente, haciendo hincapié en los viejos lazos históricos y económicos con Cominges, pero fue en vano. Después de eso, el pueblo de Cuatro Valles regresó a su estilo de vida aislado y autosuficiente, lejos de las nuevas tendencias y los cambios políticos que experimentó Francia en el siglo XIX.
La zona siguió siendo muy tradicional hasta bien entrado el siglo XX y la modernidad se introdujo lentamente. Como el resto de los Pirineos, Cuatro Valles sufrió mucho a causa del éxodo rural. Hoy en día, la baja densidad de población de Cuatro Valles ha convertido a estos cuatro valles en un paraíso para los amantes de la naturaleza y para gente deseosa de descubrir una de las partes más agrestes de los Pirineos, donde un paisaje espectacular se combina con un rico patrimonio histórico y muchos monumentos antiguos.
- Datos: Q2736783